# Засада (филм, 1999)
„Засада“ е български игрален филм от 1999 година на режисьора Станислав Дончев.

## Актьорски състав
Стойко Пеев
Асен Блатечки